# زبح وصلمناع

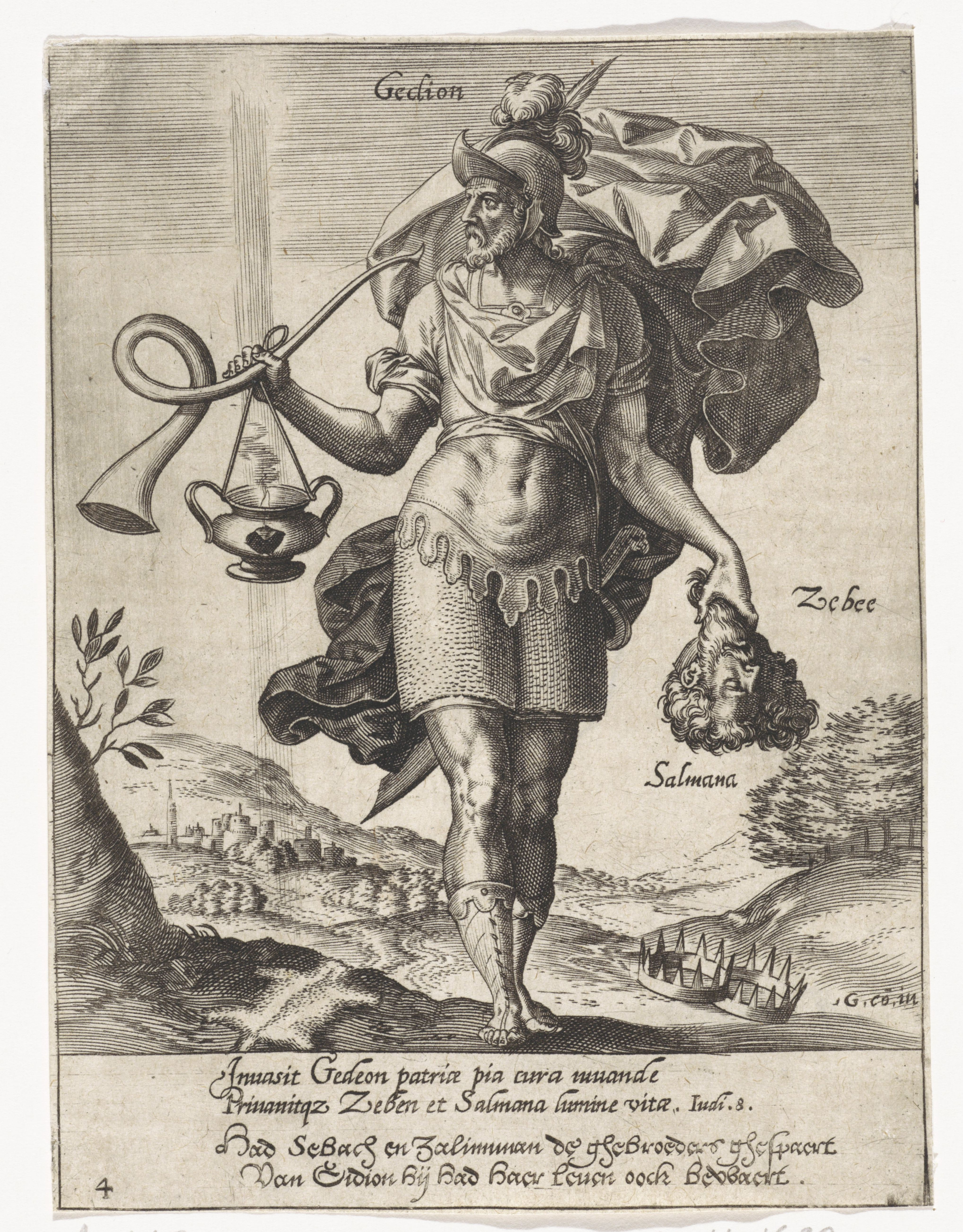
مشهد لجديون يحمل رؤوس زبح وصلمناع في يد، وبوق ومصباح زيتي في اليد الأخرى. (هيرونيموس ويركس)

زبح Zeḇaḥ وتعني "ذبيحة"، في ترجمة برينتون السبعينية وإنجيل دوي-ريمس) وصلمناع (צַלְמֻנָּע Ṣalmunnā‘ وتعني "الظل المرفوض" أو "حماية سلم"، ويُطلق عليه سلمنا في ترجمة برينتون السبعينية وإنجيل دوي-ريمس) هما الملكان اللذان قادا جحافل مدين الكبيرة التي غزت أرض إسرائيل، والتي هزمها جدعون في معركة حاسمة وفقًا لرواية سفر القضاة (القضاة 8).

## القصة
هرب زبح وصلمناع مع بقية جيش مدين عبر نهر الأردن بعد الهزيمة، لكن جدعون لحق بهم في كركور، التي يُعتقد أنها تقع في منطقة حوران، وهزمهم تمامًا. أُسر الملكان وأُحضرا أحياءً إلى ما وراء الأردن، وبعد أن اعترفا بأنهما شاركا في قتل إخوة جدعون، أُعدما.
يُذكر مصيرهما ويُستدعى في مزمور
افعل بهم كما فعلت بمديان ... نعم، كل أمرائهم كزبح وصلمناع.
كما يرد ذكرهما في 1 صموئيل 12:11 وسفر إشعياء 10:26.